# UFC on Fox: Lee vs. Iaquinta 2
UFC on Fox: Lee vs. Iaquinta 2 (conosciuto anche come UFC on Fox 31) è stato un evento di arti marziali miste tenuto dalla Ultimate Fighting Championship il 15 dicembre 2018 al Fiserv Forum di Milwaukee, negli Stati Uniti.

## Risultati
|                                   | Divisione             |                       |                       |                       | Metodo                                      | Round                 | Tempo                 | Premio                |
| Card Principale (FOX)             | Card Principale (FOX) | Card Principale (FOX) | Card Principale (FOX) | Card Principale (FOX) | Card Principale (FOX)                       | Card Principale (FOX) | Card Principale (FOX) | Card Principale (FOX) |
| --------------------------------- | --------------------- | --------------------- | --------------------- | --------------------- | ------------------------------------------- | --------------------- | --------------------- | --------------------- |
|                                   | Pesi leggeri          | Al Iaquinta           | batte                 | Kevin Lee             | Decisione unanime (48-47, 48-47, 49-46)     | 5                     | 5:00                  | FOTN                  |
|                                   | Pesi leggeri          | Edson Barboza         | batte                 | Dan Hooker            | KO (pugno al corpo)                         | 3                     | 2:19                  |                       |
|                                   | Pesi gallo            | Rob Font              | batte                 | Sergio Pettis         | Decisione unanime (30-27, 30-27, 30-27)     | 3                     | 5:00                  |                       |
|                                   | Pesi leggeri          | Charles Oliveira      | batte                 | Jim Miller            | Sottomissione (rear-naked choke)            | 1:                    | 1:15                  | FOTN                  |
| Card Preliminare (Fox Sports 1)   |                       |                       |                       |                       |                                             |                       |                       |                       |
|                                   | Pesi welter           | Zak Ottow             | batte                 | Dwight Grant          | Decisione non unanime (28-29, 29-28, 29-28) | 3                     | 5:00                  |                       |
|                                   | Pesi leggeri          | Drakkar Klose         | batte                 | Bobby Green           | Decisione unanime (29-28, 29-28, 29-28)     | 3                     | 5:00                  |                       |
|                                   | Pesi leggeri          | Joaquim Silva         | batte                 | Jared Gordon          | KO (pugni)                                  | 3                     | 2:39                  | FOTN                  |
|                                   | Pesi medi             | Jack Hermansson       | batte                 | Gerald Meerschaert    | Sottomissione (ghigliottina)                | 1                     | 4:25                  |                       |
|                                   | Pesi medi             | Zak Cummings          | batte                 | Trevor Smith          | Decisione unanime (29-28, 29-28, 29-28)     | 3                     | 5:00                  |                       |
|                                   | Pesi piuma            | Dan Ige               | batte                 | Jared Griffin         | Decisione unanime (29-28, 29-28, 29-28)     | 3                     | 5:00                  |                       |
| Card Preliminare (UFC Fight Pass) |                       |                       |                       |                       |                                             |                       |                       |                       |
|                                   | Pesi mediomassimi     | Mike Rodriguez        | batte                 | Adam Milstead         | KO tecnico (ginocchiata al corpo e pugni)   | 1                     | 2:59                  |                       |
|                                   | Pesi massimi          | Juan Adams            | batte                 | Chris de la Rocha     | Decisione unanime (29-28, 29-28, 30-27)     | 3                     | 5:00                  |                       |

## Premi
I lottatori premiati ricevettero un bonus di 50.000 dollari.
Legenda:
- FOTN: Fight of the Night (vengono premiati entrambi gli atleti per il miglior incontro dell'evento)
- POTN: Performance of the Night (viene premiato il vincitore per la migliore performance dell'evento)